# 佐々木匠
佐々木 匠（ささき たくみ、1998年3月30日 - ）は、宮城県仙台市出身のサッカー選手。ポジションはミッドフィールダー。

## 来歴
ベガルタ仙台下部組織出身（ジュニア、ジュニアユース、ユース在籍）で2014年のAFC U-16選手権2014の日本代表にも選ばれている。2016年にベガルタ仙台のトップチームに昇格。クラブ史上最年少の16歳3ヶ月でのベンチ入りを果たし“ベガルタ仙台の至宝”と謳われた。同年の11月から12月までチームメイトの常田克人とともにFCユトレヒトへ海外研修に派遣された。
2017年4月12日、ルヴァンカップ第2節のジュビロ磐田戦でプロ入り初得点を決めた。2017年5月、出場時間が450分となり、プロA契約に移行した。
2017年9月6日に徳島ヴォルティスに育成型期限付き移籍で加入。
2018年はカマタマーレ讃岐に育成型期限付き移籍で加入。讃岐では攻撃の中心として右サイドハーフのほか、トップ下やプレースキッカーを任されることもあり、2018年4月15日の愛媛FC戦ではリーグ戦初ゴールも記録した。このシーズンは40試合に出場し、4得点9アシストを記録した。
2019年はレノファ山口FCに育成型期限付き移籍で加入。
2020年、ベガルタ仙台に復帰。
2022年1月6日、愛媛FCへ完全移籍で加入することが発表された。9月10日のFC今治との「伊予決戦」では得意のミドルシュートで先制点を決め、勝利に貢献した。
2023年12月19日、愛媛FCとの契約が満了。
2024年3月11日、マレーシア・スーパーリーグのヌグリ・スンビランFCへの移籍を発表。

## プレースタイル
カットインからのミドルシュートを得意なプレーとしている。

## エピソード
愛媛FCでチームメイトであった森下怜哉とは年代別の日本代表で切磋琢磨した仲。当時は佐々木が既にプロデビューをしていたことや、学年が1つ上であることから、森下や堂安律らを引き連れ、よく「びっくりドンキー」を奢っていた。

## 所属クラブ
- ベガルタ仙台ジュニア (仙台市立寺岡小学校)
- ベガルタ仙台ジュニアユース (仙台市立寺岡中学校)
- ベガルタ仙台ユース (東北学院榴ケ岡高等学校)
  - 2014年 - 2015年  ベガルタ仙台 (2種登録)
- 2016年 -2021年  ベガルタ仙台
  - 2017年9月 - 同年12月  徳島ヴォルティス（育成型期限付き移籍）
  - 2018年  カマタマーレ讃岐（育成型期限付き移籍）
  - 2019年  レノファ山口FC（育成型期限付き移籍）
- 2022年 - 2023年  愛媛FC
- 2024年 -  ヌグリ・スンビランFC

## 個人成績
| 国内大会個人成績 | 国内大会個人成績 | 国内大会個人成績 | 国内大会個人成績 | 国内大会個人成績 | 国内大会個人成績 | 国内大会個人成績 | 国内大会個人成績 | 国内大会個人成績 | 国内大会個人成績 | 国内大会個人成績 | 国内大会個人成績 |
| 年度             | クラブ           | 背番号           | リーグ           | リーグ戦         | リーグ戦         | リーグ杯         | リーグ杯         | オープン杯       | オープン杯       | 期間通算         | 期間通算         |
| 年度             | クラブ           | 背番号           | リーグ           | 出場             | 得点             | 出場             | 得点             | 出場             | 得点             | 出場             | 得点             |
| 日本             | 日本             | 日本             | 日本             | リーグ戦         | リーグ戦         | リーグ杯         | リーグ杯         | 天皇杯           | 天皇杯           | 期間通算         | 期間通算         |
| ---------------- | ---------------- | ---------------- | ---------------- | ---------------- | ---------------- | ---------------- | ---------------- | ---------------- | ---------------- | ---------------- | ---------------- |
| 2016             | 仙台             | 28               | J1               | 2                | 0                | 0                | 0                | 0                | 0                | 2                | 0                |
| 2017             | 仙台             | 28               | J1               | 5                | 0                | 7                | 3                | 1                | 0                | 13               | 3                |
| 2017             | 徳島             | 30               | J2               | 2                | 0                | -                | -                | -                | -                | 2                | 0                |
| 2018             | 讃岐             | 17               | J2               | 40               | 4                | -                | -                | 0                | 0                | 40               | 4                |
| 2019             | 山口             | 8                | J2               | 22               | 3                | -                | -                | 2                | 0                | 24               | 3                |
| 2020             | 仙台             | 28               | J1               | 12               | 0                | 2                | 0                | -                | -                | 14               | 0                |
| 2021             | 仙台             | 28               | J1               | 4                | 0                | 5                | 2                | 1                | 0                | 10               | 2                |
| 2022             | 愛媛             | 6                | J3               | 28               | 4                | -                | -                | -                | -                | 28               | 4                |
| 2023             | 愛媛             | 6                | J3               | 22               | 2                | -                | -                | -                | -                | 22               | 2                |
| マレーシア       | マレーシア       | マレーシア       | マレーシア       | リーグ戦         | リーグ戦         | マレーシア杯     | マレーシア杯     | FA杯             | FA杯             | 期間通算         | 期間通算         |
| 2024             | ヌグリ           | 7                | Sリーグ          |                  |                  |                  |                  |                  |                  |                  |                  |
| 通算             | 日本             | 日本             | J1               | 23               | 0                | 14               | 5                | 2                | 0                | 39               | 5                |
| 通算             | 日本             | 日本             | J2               | 64               | 7                | -                | -                | 2                | 0                | 66               | 7                |
| 通算             | 日本             | 日本             | J3               | 50               | 6                | -                | -                | -                | -                | 50               | 6                |
| 通算             | マレーシア       | マレーシア       | Sリーグ          |                  |                  |                  |                  |                  |                  |                  |                  |
| 総通算           | 総通算           | 総通算           | 総通算           | 137              | 13               | 14               | 5                | 4                | 0                | 155              | 18               |

- Jリーグ初出場 - 2016年7月9日 J1リーグ 2ndステージ第2節 ガンバ大阪戦 (市立吹田サッカースタジアム)[16]
- 公式戦初得点 - 2017年4月12日 ルヴァンカップ グループステージ第2節 ジュビロ磐田戦 (ユアテックスタジアム仙台)
- Jリーグ初得点 - 2018年4月15日 J2リーグ 第9節 愛媛FC戦 (Pikaraスタジアム)

## タイトル

### クラブ
愛媛FC
- J3リーグ：1回（2023年）

## 代表歴
- U-15日本代表
  - AFC U-16選手権予選（2013年）
- U-16日本代表
  - AFC U-16選手権（2014年）
- U-17日本代表
  - サニックス杯国際ユースサッカー大会（2014年）
  - 国際ユースサッカー in 新潟（2014年）
- U-18日本代表
  - Panda Cup（2015年）
  - SBSカップ 国際ユースサッカー（2015年）
  - AFC U-19選手権予選（2015年）
- U-19日本代表
  - バーレーンU-19カップ（2016年）
  - トゥーロン国際大会（2017年）